# Ernst Kurth

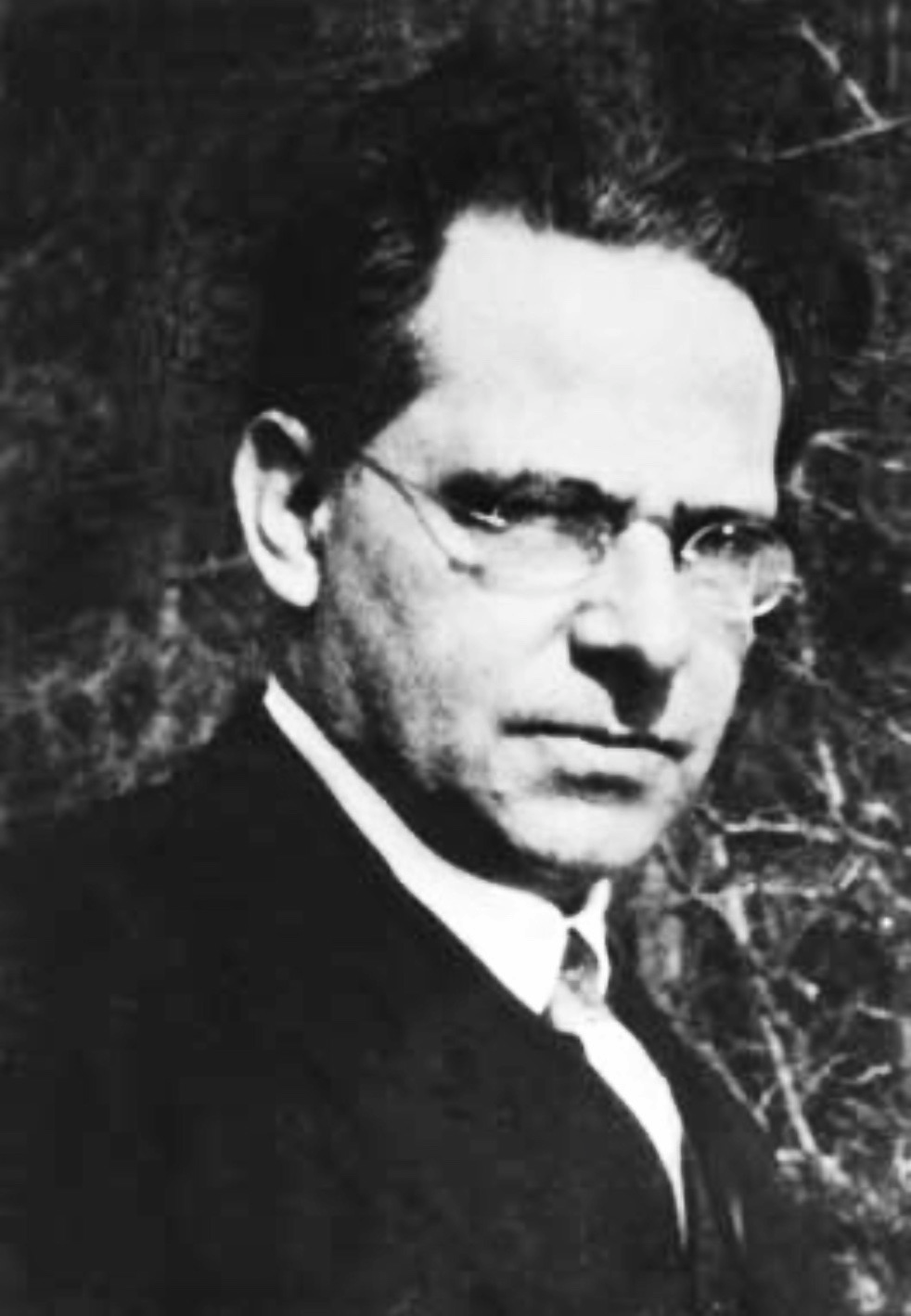
Ernst Kurth

Ernst Kurth (Vienna, 1º giugno 1886 – Berna, agosto 1946) è stato un filosofo e musicologo svizzero.

## Biografia
Da giovane ha studiato filosofia, disciplina nella quale si è laureato con la tesi intitolata: Der Stil der Opera seria von Ch.W.Gluck bis zum Orfeo.
Ha studiato musicologia con Guido Adler nella città di Vienna, dove ottenne la laurea con un tesi sullo stile di Gluck.
Dopo un breve periodo come direttore e come insegnante nella comunità scolastica Wickersdorf, dal 1912 ha iniziato la carriera di docente universitario, incaricato e ordinario, presso l'Università di Berna, insegnando storia della musica. 
Il lavoro di Kurth, dalla filosofia di Schopenhauer alle tendenze contemporanee influenzate dalla psicologia, approfondì il rapporto tra i fenomeni musicali e i processi della psiche. 
Kurth studiò le armonie romantiche e la loro evoluzione nel Tristano e Isotta di Wagner (1920), considerando l'armonia del XIX secolo e la sua storia in una prospettiva filosofica e psicologica. Per Kurth l'origine della musica, della composizione, non risiede in fenomeni fisici, ma in stati mentali inconsci, in percezioni e sensazioni. Kurth mise in relazione l'energia, e l'energia psichica inconscia, con i fenomeni musicali.
Tra le sue pubblicazioni musicali, annoveriamo: Zur Ars cantus mensurabilis des Franko von Köln (1908), Romantische Harmonik und ihre Krise in Wagners Tristan (1920).

## Opere
- Der Stil der opera seria von Gluck bis zum Orfeo, Università di Vienna, 1908;
- Die Voraussetzungen der theoretischen Harmonik und der tonalen Darstellungssysteme, Università di Berna, 1912;
- Grundlagen des linearen Kontrapunkts: Einführung in Stil und Technik von Bachs melodischer Polyphonie, Berna, 1917;
- Romantische Harmonik und ihre Krise in Wagners „Tristan“, Berna, 1920;
- Bruckner, Berlino, 1925;
- Musikpsychologie, Berlino, 1931.